# Homéovestisme

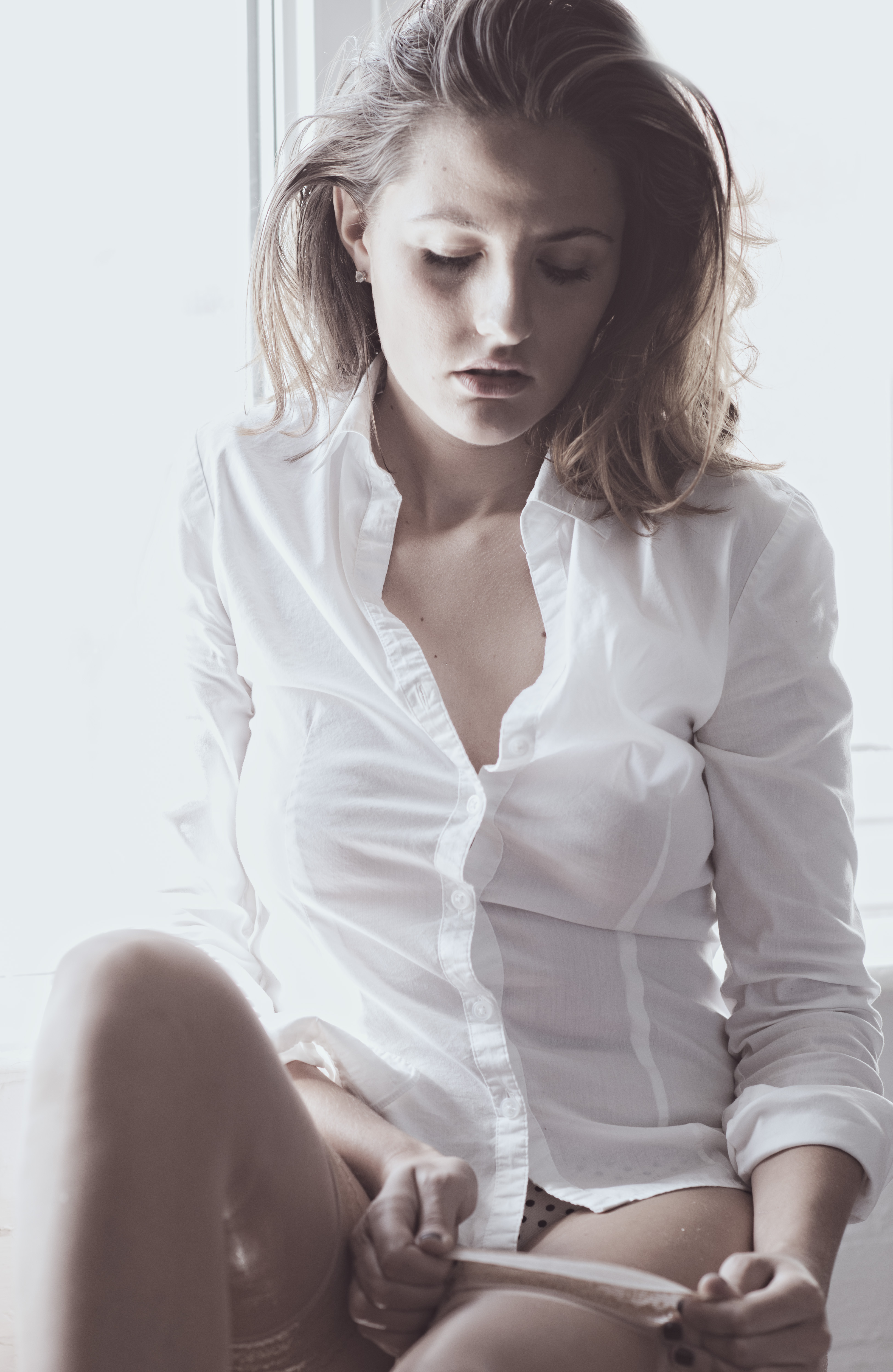
Homéovestime

L'homéovestisme est un concept identifié par George Zavitzianos et été développé de loin par Louise Kaplan, pour se référer à l'attirance sexuelle d'un individu portant des vêtements approprié à son genre, en comparaison du néanmoins connu travestissement fétichiste, dont lequel un individu est attiré par le port des vêtements du sexe opposé.